# Bernardo Domínguez Contreras
Bernardo Aurelio Domínguez Contreras (* Cachapoal, Chile; 19 de junio de 1898), es un agricultor chileno, considerada la persona viva más longeva de Chile.

## Encuentro
Según el Atlas de Chile de 2009, es el hombre más longevo del país , después de Celino Villanueva. Su hallazgo fue en 2008, pero como el Atlas ya había sido publicado, apareció por primera vez en la edición del año 2009.
Este atlas también es testigo de Gonzalo Rodríguez Duarte, nacido en 1903 teniendo 121 años. 
Según recuerda el Centenario de Chile, el golpe de Estado de 1924 y el de 1973, el terremoto de Chillán de 1939 y 1953.

## Familia
Sus padres fueron Adán Domínguez Domínguez (1874 - † 1950 76 años de edad) y María Isabel Contreras Rodríguez (1877 - † 1969 92 años de edad). Tuvo tres hermanos Francisco (1896 - † 1980 84 años de edad), Carmen (1901 - † 1977 76 años) y Hernán (1905 - † 1973).
En 1923 se casó con Laura Athamasiu (1902 - † 1984), con quien tuvo dos hijos, Fabián (1926 - † 1989) y Sandra (1929 - † 1939), quien murió en el terremoto de 1939, a su vez Fabián tuvo tres hijos Camilo (1945 - † 1960), Javiera (1947 - † 1960), quienes murieron en un accidente en tren, y Rodrigo (1950 - † 1973), quien murió en el Golpe de Estado del 11 de septiembre de 1973. Si bien Rodrigo no se casó, tuvo un hijo reconocido Mario (1967 - † 2004), que murió en un accidente en Argentina, pero tuvo dos hijos, los únicos familiares vivos de Bernardo y a su vez sus tataranietos, Aurelio (1990) y Bianca (1993) y el hijo de Aurelio, Roberto (2005). En conclusión la línea sería así:
- Bernardo Domínguez
- Fabián Domínguez (hijo)
- Rodrigo Domínguez (nieto)
- Mario Domínguez (bisnieto)
- Aurelio y Bianca Domínguez (tataranietos)
- Roberto Domínguez (nieto chozno)